# زردپره سقطرا
زردپره سقطرا (نام علمی: Emberiza socotrana) نام یک گونه از سرده زردپره‌های معمولی است.